# Квинт Фабий Максим Гургит
Квинт Фабий Максим Гургит (лат. Quintus Fabius Maximus Gurges; умер в 265 году до н. э.) — римский военачальник и политический деятель из патрицианского рода Фабиев, трижды консул (в 292, 276 и 265 годах до н. э.).

## Происхождение
Квинт Фабий принадлежал к патрицианскому роду Фабиев, одному из самых знатных и влиятельных патрицианских родов Рима. Поздние источники возводят родословную Фабиев к сыну Геракла и италийской нимфы, утверждая также, что вначале этот род назывался Фодии (от латинского fodere — рыть), поскольку его представители с помощью ям ловили диких зверей. Антиковед Т. П. Уайзмен считает это объяснение «достаточно необычным, чтобы быть правдой».
Гургит был правнуком Нумерия Фабия Амбуста (одного из виновников разгрома Рима галлами в 390 году до н. э.), внуком трёхкратного консула Марка Фабия Амбуста и сыном пятикратного консула Квинта Фабия Максима Руллиана. Последний за свои военные заслуги получил почётное прозвище Максим (Maximus — «Величайший»), ставший когноменом для этой ветви Фабиев. Слово Гургит (Gurges), обозначающее пьяницу и мота, по словам Макробия, стало прозвищем Квинта-младшего «из-за промотанного наследства»; немецкий антиковед Ф. Мюнцер сомневается в истинности такого объяснения.

## Биография
Политическая карьера Квинта Фабия началась в 295 году до н. э. с курульного эдилитета. В качестве эдила он оштрафовал нескольких римских матрон за прелюбодеяние, а на полученные деньги построил храм Венеры рядом с Большим Цирком.
В 292 году до н. э. Гургит стал консулом вместе с плебеем Децимом Юнием Брутом Сцевой и получил командование в войне с самнитами. Античные авторы сообщают, что он потерпел поражение в бою и приехал в Рим, бросив армию. Сенаторы решили отстранить его от командования, но тут за Гургита вступился отец, пообещавший загладить бесчестье сына. Максим Руллиан стал легатом в войске Квинта-младшего, и благодаря ему римляне одержали полную победу в новой битве. 4 тысячи самнитов вместе с их командующим Понтием попали в плен, 20 тысяч погибли. В дальнейшем Гургит захватил ряд самнитских городов; за свои победы он был удостоен триумфа, во время которого он ехал на запряжённой четвёркой колеснице, а отец сопровождал его верхом. В историографии считается, что этот рассказ наполнен вымыслом, и вряд ли возможно вычленить из него реальные исторические факты.
Дион Кассий и Зонара сообщают, что в следующем году Гургит с полномочиями проконсула снова действовал в Самнии и осаждал город Коминий, но был вынужден оставить командование из-за конфликта с консулом Луцием Постумием Мегеллом. Правда, Тит Ливий упоминает осаду Коминия в связи с событиями 293 года до н. э., что заставляет исследователей критически относиться и к этому рассказу.
Свой второй консулат Квинт Фабий получил в 276 году до н. э. Известно, что он успешно воевал с самнитами, луканами и бруттийцами и за свои победы получил второй триумф. В 273 году до н. э. он возглавил посольство в Египет, в которое вошли также Квинт Огульний Галл и Нумерий Фабий Пиктор. Эта поездка стала началом контактов между двумя государствами. Щедрые дары, полученные от Птолемея Филадельфа, все послы сразу по возвращении домой передали в казну, но сенат с одобрения народного собрания всё им вернул в качестве поощрения.
Вслед за своими дедом и отцом Максим Гургит был принцепсом сената. В 265 году до н. э. он стал консулом в третий раз и получил командование в войне с городом Вольсинии в Этрурии. Местная аристократия попросила помощи Рима в борьбе с собственными рабами. При осаде города Квинт Фабий был смертельно ранен.

## Потомки
Предположительно сыном Гургита был Квинт Фабий Максим, курульный эдил в 267 году до н. э., который в год своей магистратуры избил послов из Аполлонии и за это был выдан аполлонийцам. Внуком Гургита был Квинт Фабий Максим Кунктатор.